# قره‌آغاج (آستراخان)
قره‌آغاج (به لاتین: Karaagash) یک منطقهٔ مسکونی در روسیه است که در استان آستراخان واقع شده‌است.